# Lubski Łęg Śnieżycowy
Lubski Łęg Śnieżycowy este o arie protejată (sit de importanță comunitară — SCI) din Polonia întinsă pe o suprafață de 64,98 ha, integral pe uscat.

## Localizare
Centrul sitului Lubski Łęg Śnieżycowy este situat la coordonatele 51°47′21″N 15°00′00″E / 51.7892°N 15.0001°E.

## Înființare
Situl Lubski Łęg Śnieżycowy a fost declarat sit de importanță comunitară în octombrie 2009 pentru a proteja 2 specii de animale.

## Biodiversitate
Situată în ecoregiunea continentală, aria protejată conține 4 habitate naturale: Păduri de stejar și carpen Galio-Carpinetum, Păduri aluvionare cu Alnus glutinosa și Fraxinus excelsior (Alno-Padion, Alnion incanae, Salicion albae), Păduri mixte riverane de Quercus robur, Ulmus laevis și Ulmus minor, Fraxinus excelsior sau Fraxinus angustifolia, de-a lungul marilor râuri (Ulmenion minoris), Liziere de ierburi înalte hidrofile de câmpie și de nivel montan până la alpin.
La baza desemnării sitului se află mai multe specii protejate de  pești (2): cicar (Lampetra planeri), țipar (Misgurnus fossilis).